# Bostens
Bostens é uma comuna francesa na região administrativa da Nova Aquitânia, no departamento Landes. Estende-se por uma área de 7,84 km². Em 2010 a comuna tinha 210 habitantes (densidade: 26,8 hab./km²).